# 別海パイロットスピリッツ
別海パイロットスピリッツ（べつかいパイロットスピリッツ、英語:  Betsukai Pilot Spirits）は、独立リーグの北海道フロンティアリーグ (HFL)に所属する日本のプロ野球球団。2024年にリーグへの加盟が承認され、北海道別海町を拠点に2025年よりリーグ戦に参加している。

## 概要
北海道フロンティアリーグが発足して以降、初めて新たに加入する球団である。日本では最も東に本拠を置く独立リーグ球団で、いわゆる道東地域（別海町は根室振興局管内）でも初めての独立リーグ球団である。
運営団体は一般社団法人「テトラソリューション」で、代表を務める藤本達也は、地元の清掃会社の経営者である。報道によると藤本が球団設立に至ったのは、KAMIKAWA・士別サムライブレイズ代表の菅原大介から勧誘を受けたことに加え、2024年の第96回選抜高等学校野球大会に「21世紀枠」で出場した北海道別海高等学校に町民が盛り上がったこともその理由であった。運営費は根室地方の企業から募るとしている。2025年1月には、企業向けと個人向けの応援プログラム（企業の場合は名称のユニフォーム記載などの特典つき）による寄付を募集し、集まった金額は遠征費などに用いる予定と報じられた。
チーム名は「先人の開拓精神」にちなんで付けられた。

### 開催球場
2024年11月27日と28日に開かれた地元説明会では、別海町営野球場をホームとすることが発表された。2025年4月15日に発表された同年の公式戦日程では、他の3チームとの間でホームゲームを6試合ずつ実施する形になっている。なおビジターゲームはホームゲームの2倍の12試合ずつを実施する。

## 歴史
2024年
- 10月9日 - リーグへの加盟が承認され、2025年よりリーグ戦に参加することが発表される[7]。
- 10月16日 - 球団関係者が別海町役場で記者会見を実施[2][3]。
- 11月16日 - トライアウトによるリーグのドラフト会議で6人の選手を指名[8]。
- 11月27日・28日 - 地元での説明会を町内3か所で開催[5]。
- 12月19日 - チームの初代監督に、元福岡ソフトバンクホークス選手の本間満の就任が発表される[9]。
- 12月22日 - 球団独自トライアウトを実施（受験者5人）[10][11]。球団では2025年1月まで、「デジタル応募」も受け付けるとしている[11]。

2025年
- 2月16日 - 2回目の球団独自トライアウトを東京都内で実施（受験者7人）[12]。
- 4月12日 - 別海町生涯学習センターで選手とユニフォームの「お披露目会」を開催[13]。
- 5月4日 - 初の公式戦となるシーズン開幕戦を実施（対石狩レッドフェニックス、0-14で敗戦）[14][15]。
- 5月8日 - 投手コーチとして、元広島東洋カープ選手の小林敦司が就任することを発表[16]。
- 5月10日 - ホーム開幕戦となった対KAMIKAWA・士別サムライブレイズ戦で公式戦初勝利を挙げる[17][18]。この試合には球団発表で約700人が入場し、町長と少年野球選手が始球式をおこなった[19]。